# سروچن-کولونگا
سروچن-کولونگا (به لهستانی:  Seroczyn-Kolonia) یک روستا در لهستان است که در گمینا ستردنگ واقع شده‌است.